# أنغانا ممتاز
أنغانا ممتاز (بالهندية: अंजना मुमताज़؛ بالإنجليزية: Anjana Mumtaz) هي ممثلة هندية (وحملت سابقاً جنسية الراج البريطاني)، ولدت في 4 يناير 1941 في الهند.

## أعمال

### أفلام
- (1992) الله هو الشاهد
- (1992) معجزة[3]

## وصلات خارجية
- أنغانا ممتاز على موقع IMDb (الإنجليزية)
- أنغانا ممتاز على موقع قاعدة بيانات الفيلم (الإنجليزية)